# Onthophagus werneri
Onthophagus werneri é uma espécie de inseto do género Onthophagus, família Scarabaeidae, ordem Coleoptera.
Foi descrita cientificamente por Moretto & Nicolas em 2002.